# Conches (cratera)
Conches é uma cratera marciana. Tem como característica 21.2 quilômetros de diâmetro. Deve o seu nome a Conches-sur-Gondoire, uma vila na França.